# Attentat planeras
Attentat planeras (engelska: Nobody Runs Forever) är en brittisk-amerikansk spionthriller från 1968 i regi av Ralph Thomas. 
Filmen är baserad på Jon Clearys roman Sändebudet.

## Handling
En australisk polis skickas till London för att hämta en man anklagad för mord. Men mannen är FN:s sändebud i en fredsförhandling och själv offer för en komplott.

## Rollista i urval
- Rod Taylor - Scobie Malone
- Christopher Plummer - sir James Quentin
- Lilli Palmer - Sheila Quentin
- Camilla Sparv - Lisa Pretorius
- Daliah Lavi - Maria Cholon
- Clive Revill - Joseph
- Lee Montague - Denzil
- Calvin Lockhart - "Jamaica"
- Burt Kwouk - Pham Chinh
- Franchot Tone - ambassadör Townsend